# Telequinesis

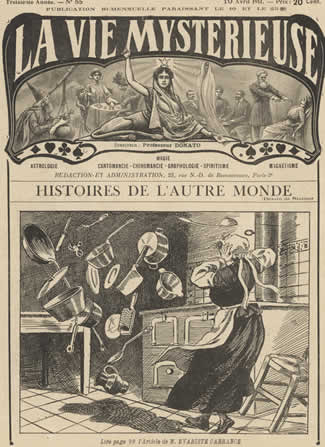
Concepción artística de la telequinesis espontánea de la revista francesa La Vie Mysterieuse en 1911.

La telequinesis (de τῆλε têle 'lejos' y κίνησις kínēsis 'movimiento') o psicoquinesis (del griego ψυχή "mente" y κίνησις "movimiento" ), es una habilidad psíquica que permite a una persona influir en un sistema físico sin interacción física.
Históricamente, los experimentos sobre telequinesis han sido criticados por carecer de controles adecuados y reproducibilidad. No existe evidencia convincente de que la telequinesis sea un fenómeno real, y la misma es  generalmente considerada una pseudociencia.

## Etimología
La palabra telequinesis, es un acrónimo del griego τῆλε (tēle) - que significa "distancia" - y κίνησις (kinesis) - que significa "movimiento", fue utilizada por primera vez en 1890 por el investigador psíquico ruso Alexander N. Aksakof.
La palabra psicoquinesis fue acuñada en 1914 por el autor estadounidense Henry Holt en su libro On the Cosmic Relations (Sobre las relaciones cósmicas). El término es un acrónimo de las palabras del idioma griego ψυχή (psique) - que significa "mente", "alma", "espíritu" o "aliento" - y κίνησις (kinesis) - que significa "movimiento". El parapsicólogo estadounidense JB Rhine acuñó primero el término percepción extrasensorial para describir la recepción de información de una fuente externa por medios paranormales. Después de esto, usó el término psicoquinesis en 1934 para describir la acción de influir mentalmente sobre objetos o eventos externos sin el uso de energía física. Su ejemplo inicial de psicoquinesis fueron los experimentos que se realizaron para determinar si una persona podría influir en el resultado de la caída de dados.

## Evaluaciones y explicaciones
Existe un amplio consenso científico de que la investigación sobre telequinesis y la parapsicología en general no han producido demostraciones confiables y reproducibles sobre los fenómenos que estudian. : 149–161 
Un panel encargado en 1988 por el Consejo Nacional de Investigación de Estados Unidos para estudiar las afirmaciones paranormales concluyó que "a pesar de los 130 años de investigación científica sobre tales asuntos, nuestro comité no pudo encontrar ninguna justificación científica de la existencia de fenómenos como la percepción extrasensorial, telepatía o ejercicio de fuerza de la "mente sobre la materia..." La evaluación de un gran cuerpo de la mejor evidencia disponible simplemente no respalda la afirmación de que estos fenómenos existan".
Carl Sagan incluyó la telequinesis en una larga lista de "ofertas de pseudociencia y superstición" que "sería una tontería aceptar (...) sin datos científicos sólidos". El premio Nobel Richard Feynman abogaba por una posición similar.
Felix Planer, profesor de ingeniería eléctrica, ha escrito que si la telequinesis fuera real, entonces sería fácil demostrar que existe haciendo que los sujetos presionen una balanza en equilibrio muy sensible, elevaran la temperatura de un baño de agua que podría medirse con una precisión de una centésima de grado centígrado, o afectaran un elemento en un circuito eléctrico como una resistencia, lo que podría controlarse con una precisión mayor a una millonésima parte de un amperio. Planer escribe que tales experimentos son extremadamente sensibles y fáciles de monitorizar, pero no son utilizados por los parapsicólogos ya que "no tienen la más remota esperanza de demostrar ni siquiera un pequeño rastro de telequinesis" porque ese supuesto fenómeno no existe. Planer ha escrito que los parapsicólogos tienen que recurrir a estudios que involucran solo estadísticas que son irrepetibles, que deben sus resultados a métodos experimentales deficientes, errores de registro y matemática estadística defectuosa. 
Según Planer, "toda la investigación en medicina y otras ciencias se volvería ilusoria si la existencia de la psicoquinesis se tomara en serio; ya que no se podría confiar en ningún experimento que proporcionara resultados objetivos, ya que todas las mediciones se falsearían en mayor o menor medida de acuerdo con la habilidad telequinética y los deseos del experimentador". Planer concluyó que el concepto de psicoquinesis es absurdo y no tiene base científica.
Las hipótesis sobre telequinesis también se han considerado en varios contextos fuera de los experimentos parapsicológicos. CEM Hansel escribió que una objeción general contra la existencia de telequinesis es que, si se tratara de un proceso real, se esperaría que sus efectos se manifestaran en situaciones de la vida cotidiana; pero no se han observado tales efectos.
Los escritores científicos Martin Gardner y Terence Hines así como el filósofo Theodore Schick han señalado que si la telequinesis fuera posible, uno esperaría que los ingresos de los casinos se vieran afectados, pero las ganancias son exactamente las que predicen las leyes del azar. : 309 
El psicólogo Nicholas Humphrey argumenta que muchos experimentos en psicología, biología o física asumen que las intenciones de los sujetos o experimentadores no distorsionan físicamente el sistema. Humphrey los cuenta como réplicas implícitas de experimentos de telequinesis en los que la telequinesis no aparece.

### Evaluaciónes desde la física
Las ideas de la psicoquinesis y la telequinesis violan varias leyes de la física bien establecidas, incluida la ley de la inversa del cuadrado, la segunda ley de la termodinámica y la conservación del momento. Debido a esto, los científicos han exigido un alto estándar de evidencia para la telequinesis, en línea con el dicho de Marcello Truzzi "Las afirmaciones extraordinarias requieren pruebas extraordinarias".
La navaja de Ockham, o ley de la parsimonia en las explicaciones científicas de los fenómenos, nos indica que la explicación de aparentes eventos de telequinesis en términos de sucesos ordinarios causados por trucos, efectos especiales o por un diseño experimental deficiente, es preferible a aceptar al hecho de que las leyes de la física deberían reescribirse.
El filósofo y físico Mario Bunge escribió que "la psicoquinesis, viola el principio de que la mente no puede actuar directamente sobre la materia (si lo hiciera, ningún experimentador podría confiar en las lecturas de sus instrumentos de medición.) También viola los principios de conservación de la energía y el momento angular. La afirmación de que la mecánica cuántica permite la posibilidad de que el poder mental influya en los aleatorizadores, un supuesto caso de micro-psicoquinesis, es absurda ya que esa teoría respeta dichos principios de conservación y se ocupa exclusivamente de cosas físicas".
El físico británico John G. Taylor, quien ha investigado las afirmaciones parapsicológicas, ha escrito que una quinta fuerza desconocida que causara la telequinesis tendría que transmitir una gran cantidad de energía. La energía tendría que superar las fuerzas electromagnéticas que mantienen unidos a los átomos, porque los átomos tendrían que responder más intensamente a esta quinta fuerza que a las fuerzas eléctricas. Tal fuerza adicional entre los átomos, por lo tanto, debería existir todo el tiempo y no solo durante supuestos eventos paranormales. Taylor escribió que no hay rastro científico de tal fuerza en física, incluso explorando en muchos órdenes de magnitud; así, si se quiere preservar un punto de vista científico, la idea de cualquier quinta fuerza debe ser descartada. Taylor concluyó que no existe un mecanismo físico posible para la psicoquinesis, y que esta se encuentra en completa contradicción con la ciencia establecida. : 27–30 
En 1979, Evan Harris Walker y Richard Mattuck publicaron un artículo de parapsicología proponiendo una explicación cuántica para la psicoquinesis. El físico Victor J. Stenger escribió que su explicación contenía supuestos no respaldados por ninguna evidencia científica. Según Stenger, su trabajo estaba "lleno de ecuaciones y cálculos de aspecto impresionante que dan la apariencia de colocar la psicoquinesis sobre una base científica firme". . . Sin embargo, miren lo que han hecho: Han encontrado el valor de un número desconocido (pasos de función de onda) que da un número medido (la supuesta velocidad del movimiento inducido por psicoquinesis). Esto es numerología, no ciencia".
El físico Sean M. Carroll ha escrito que las cucharas, como toda la materia, están formadas por átomos y que cualquier movimiento de una cuchara con la mente implicaría la manipulación de esos átomos a través de las cuatro fuerzas de la naturaleza: la fuerza nuclear fuerte, la fuerza nuclear débil, electromagnetismo y gravedad. La psicoquinesis tendría que ser alguna forma de una de estas cuatro fuerzas, o una nueva fuerza que tenga una mil millonésima parte de la fuerza de la gravedad, de lo contrario, habría sido captada en experimentos ya realizados. Esto no deja ninguna fuerza física que pueda explicar la psicoquinesis.
El físico Robert L. Park ha encontrado sospechoso que un fenómeno pareciera solo aparecer en los límites de detectabilidad de técnicas estadísticas cuestionables. Cita esta característica como uno de los indicadores de la ciencia patológica de Irving Langmuir. Park señala que si la mente realmente pudiera influir en la materia, sería fácil para los parapsicólogos medir tal fenómeno utilizando el supuesto poder psicoquinético para desviar una microbalanza, lo que no requeriría ninguna estadística dudosa. "La razón, por supuesto, es que la microbalanza se niega obstinadamente a ceder". Sugirió que la razón por la cual los estudios estadísticos son tan populares en parapsicología es que introducen oportunidades para la incertidumbre y el error, que se utilizan para apoyar los sesgos del experimentador.

### Explicaciones en términos de sesgo
La investigación sobre sesgo cognitivo ha sugerido que las personas son susceptibles a las ilusiones de telequinesia. Estas incluyen la ilusión de que ellos mismos tienen el poder y que los eventos que presencian son demostraciones reales de telequinesis. Por ejemplo, la ilusión de control es una correlación ilusoria entre la intención y los eventos externos, y se ha demostrado que los creyentes en lo paranormal son más susceptibles a esta ilusión que otros. El psicólogo Thomas Gilovich explica esto como una interpretación sesgada de la experiencia personal. Por ejemplo, alguien en un juego de dados que desee un puntaje alto puede interpretar los números altos como "éxito" y los números bajos como "falta de concentración". El sesgo hacia la creencia en telequinesis puede ser un ejemplo de la tendencia humana a ver patrones donde no existen, llamado la ilusión de agrupamiento, a la que los creyentes también son más susceptibles. 
Un estudio de 1952 probó el sesgo del experimentador con respecto a la psicoquinesis. Richard Kaufman, de la Universidad de Yale, dio a los sujetos la tarea de tratar de influir en ocho dados y les permitió registrar sus propios puntajes. Fueron filmados en secreto, por lo que sus registros podrían verificarse en busca de errores. Los creyentes en la psicoquinesis cometieron errores que favorecieron su existencia, mientras que los incrédulos cometieron errores opuestos. Se encontró un patrón similar de errores en los experimentos con dados de JB Rhine, que se consideraban la evidencia más fuerte para psicoquinesis en ese momento. : 306 
 

En 1995, Wiseman y Morris mostraron a los sujetos una cinta de video sin editar de la actuación de un mago en la que un tenedor se doblaba y finalmente se rompía. Los creyentes en lo paranormal eran significativamente más propensos a malinterpretar la cinta como una demostración de psicoquinesis, y eran más propensos a recordar erróneamente detalles cruciales de la presentación. Esto sugiere que el sesgo de confirmación afecta la interpretación de las personas de las manifestaciones psicoquinéticas. El psicólogo Robert Sternberg cita el sesgo de confirmación como una explicación de por qué persiste la creencia en los fenómenos psíquicos, a pesar de la falta de evidencia: 
 Algunos de los peores ejemplos de sesgo de confirmación están en la investigación sobre parapsicología (...) Podría argumentarse que existe aquí  un campo completo sin datos poderosos de confirmación en absoluto. Pero la gente quiere creer, y entonces encuentran formas de creer. 
 El psicólogo Daniel Wegner ha argumentado que una ilusión de introspección contribuye a creer en la psicoquinesis. Él observa que en la experiencia cotidiana, la intención (como querer encender una luz) es seguida por la acción (como encender un interruptor de luz) de manera confiable, pero los mecanismos neuronales subyacentes están fuera de la conciencia. Por lo tanto, aunque los sujetos pueden sentir que introspectan directamente su propio libre albedrío, la experiencia de control en realidad se infiere de las relaciones entre el pensamiento y la acción. Esta teoría de la aparente causalidad mental reconoce la influencia de la visión de la mente de David Hume. Este proceso para detectar cuándo uno es responsable de una acción no es totalmente confiable, y cuando sale mal puede haber una ilusión de control. Esto puede suceder cuando a un pensamiento le sigue un evento externo que es congruente con dicho pensamiento, pero sin que exista un vínculo causal real. Como evidencia, Wegner cita una serie de experimentos sobre pensamiento mágico en los que los sujetos fueron inducidos a pensar que habían influido en eventos externos. En un experimento, los sujetos vieron a un jugador de baloncesto realizar una serie de tiros libres. Cuando se les indicó que lo visualizaran haciendo tiros exitosos, sintieron que habían contribuido a su éxito. Otros experimentos diseñados para crear una ilusión de telequinesis han demostrado que esto depende, en cierta medida, de la creencia previa del sujeto en la telequinesis.

## Magia y efectos especiales

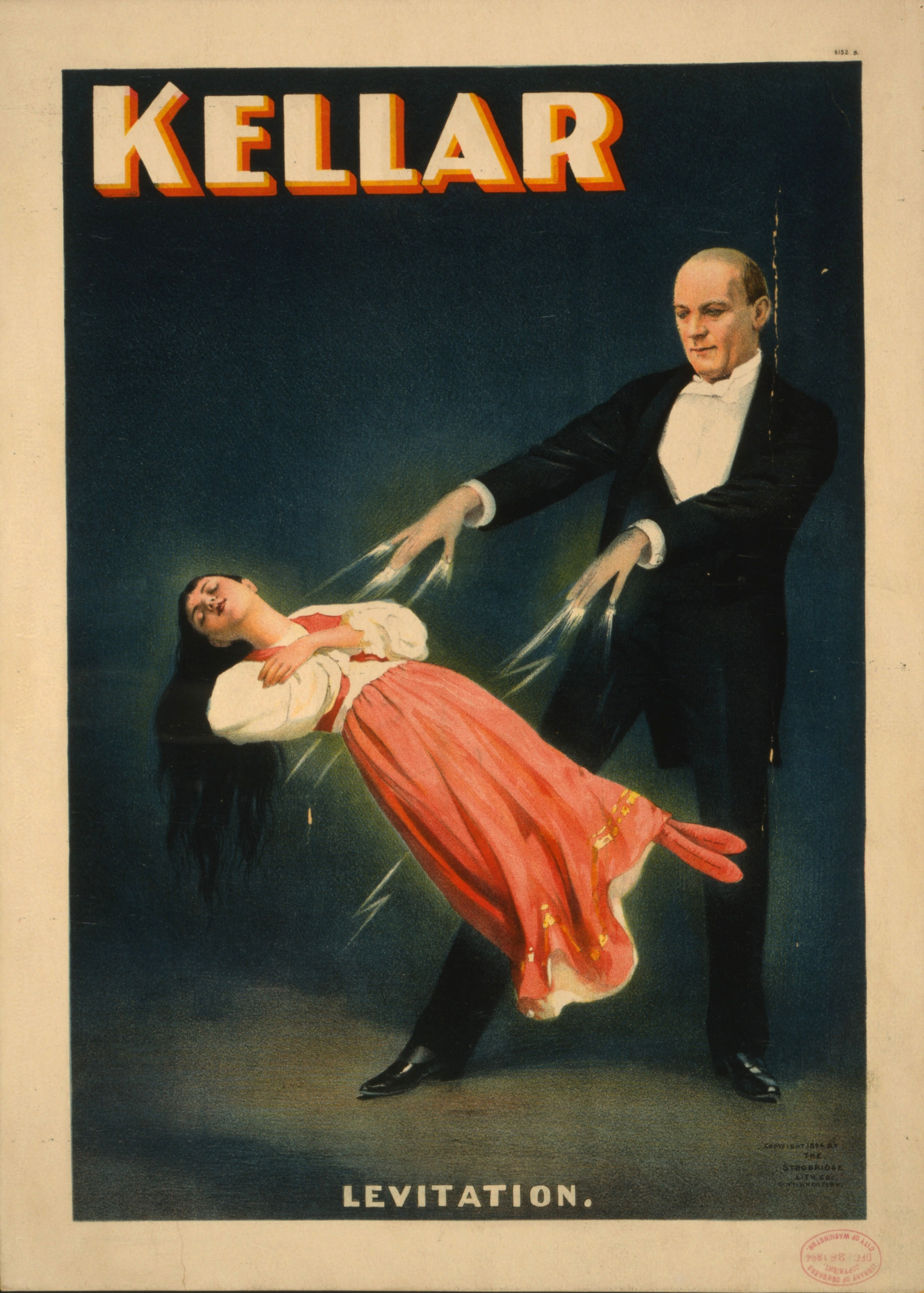
Un cartel representando al mago Harry Kellar realizando la ilusión "Levitación de la princesa Karnac". 1894

Los magos han simulado con éxito algunas de las habilidades especializadas de la telequinesis, como el movimiento de objetos, la flexión de cucharas, la levitación y la teletransportación. Según Robert Todd Carroll, hay muchos trucos de magia impresionantes disponibles para aficionados y profesionales para simular poderes telequinéticos. Los objetos de metal, como llaves o cubiertos, se pueden doblar utilizando una serie de técnicas diferentes, incluso si el artista no ha tenido acceso a los artículos previamente. : 127–131 
 

Según Richard Wiseman, hay varias maneras de fingir el doblado de metal telequinético. Estos incluyen cambiar objetos rectos por duplicados pre-doblados, la aplicación oculta de fuerza e inducir secretamente fracturas metálicas. La investigación también ha sugerido que los efectos se pueden crear por sugestión verbal. Sobre este tema, el mago Ben Harris escribió: 
 Si estás haciendo un trabajo realmente convincente, entonces deberías ser capaz de poner una llave doblada sobre la mesa y comentar: "Mire, todavía se está doblando", y hacer que tus espectadores realmente lo crean. Esto puede sonar como el extremo de la audacia; sin embargo, el efecto es asombroso y, combinado con sugestión, funciona. 
Un estudio de 2014 que utilizó un truco de magia para investigar las creencias paranormales en el testimonio de testigos oculares reveló que los creyentes en la telequinesis tenían más probabilidades de informar que una llave continuaba doblándose que los no creyentes.
Entre 1979 y 1981, el Laboratorio McDonnell para la Investigación Psíquica de la Universidad de Washington informó sobre una serie de experimentos que denominaron Proyecto Alfa, en los que dos sujetos varones adolescentes habían demostrado fenómenos psicoquinéticos (incluido el doblado de metales y la aparición de imágenes en películas) en condiciones de laboratoriono muy estrictas. James Randi finalmente reveló que los sujetos eran dos de sus asociados, los magos aficionados Steve Shaw y Michael Edwards. La pareja había creado los efectos mediante trucos estándar, pero los investigadores, al no estar familiarizados con las técnicas de magia, las interpretaron como pruebas de psicoquinesis.

## Premio de dinero por pruebas de psicoquinesis
A nivel internacional, existen organizaciones de escépticos e  individuos escépticos de lo paranormal que ofrecen premios en efectivo a quien pueda demostrar la existencia de un poder psíquico extraordinario, como la telequinesis. También se han ofrecido premios específicamente para demostraciones de psicoquinesis: por ejemplo, la oferta del empresario Gerald Fleming de 250,000 libras a Uri Geller si puede doblar una cuchara bajo condiciones controladas. La Fundación Educativa James Randi ofreció durante casi 20 años el Desafío Paranormal del millón de dólares a cualquier candidato aceptado que lograra producir un evento paranormal en un experimento controlado y mutuamente acordado.

## Casos notables de supuestas habilidades psicoquinéticas

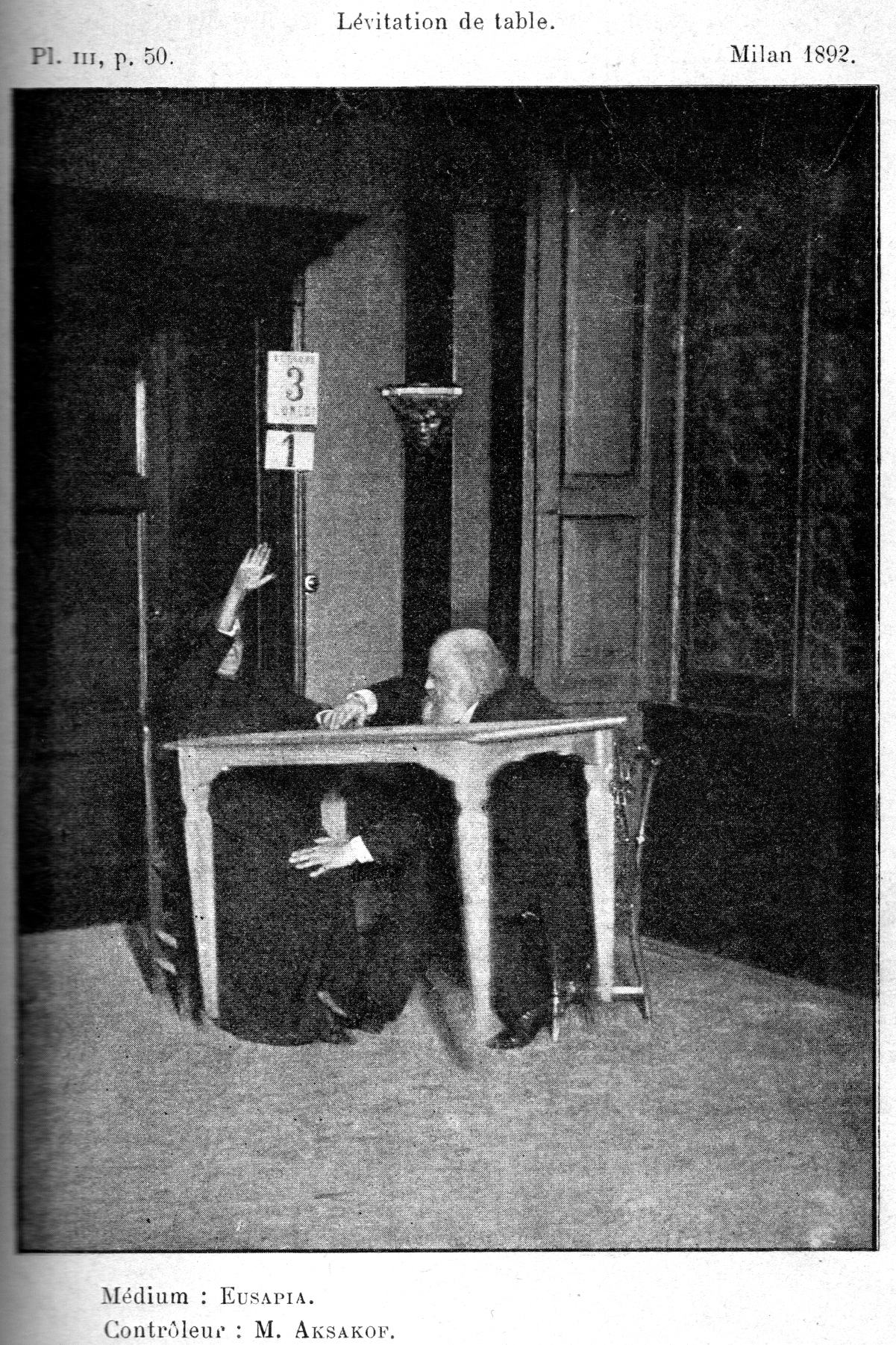
Eusapia Palladino "levita" una mesa mientras el investigador Alexander Aksakof (derecha) vigila para evitar engaños, 1892.

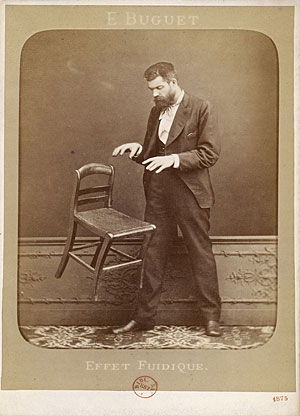
El falsificador de "fotografías espirituales" Édouard Isidoro Buguet (1840 a 1901) falsifica telekinesis en esta 1875 fotografía titulada Efecto fluídico.

A lo largo de la historia ha habido múltiples personas que afirman tener habilides psicoquinéticas. Angelique Cottin (ca. 1846) conocida como la "Chica Eléctrica" de Francia fue una presunta generadora de actividad psicoquinética. Cottin y su familia afirmaron que producía "emanaciones eléctricas" que le permitían mover muebles y tijeras a través de una habitación. Frank Podmore escribió que hubo muchas observaciones que "sugerían fraude", como el contacto de las prendas de la niña para producir cualquiera de los supuestos fenómenos y las observaciones de varios testigos que notaron que había un doble movimiento por parte de Cottin, un movimiento en la dirección del objeto arrojado y luego alejándose del mismo, pero los movimientos eran tan rápidos que generalmente no se detectaban. 
Los médiums espiritistas también han dicho tener habilidades psicoquinéticas. Eusapia Palladino, una médium italiana, supuestamente podría hacer que los objetos se movieran durante las sesiones. Sin embargo, fue atrapada "levitando" una mesa con el pie por el mago Joseph Rinn y usando trucos para mover objetos por el psicólogo Hugo Münsterberg. Otros supuestos médiums con habilidades psicoquinéticas que fueron expuestos como fraudes, incluyen a Anna Rasmussen y Maria Silbert.
La médium polaca Stanisława Tomczyk, activa a principios del siglo XX, afirmó que podía realizar varios actos de telequinesis, como levitar objetos, a través de una entidad que ella llamó "Pequeña Stasia". Una fotografía de ella tomada en 1909, que muestra un par de tijeras "flotando" entre sus manos, a menudo se encuentra en libros y otras publicaciones como un ejemplo de telequinesis. Los científicos sospechan que Tomczyk realizó sus hazañas mediante el uso de un hilo fino o cabello, colocado entre sus manos que usaba para levantar y suspender los objetos en el aire. Esto se confirmó cuando los investigadores psíquicos que investigaban a Tomczyk ocasionalmente observaron el hilo.
Muchos de los "hombres santos" de la India han dicho poseer habilidades psicoquinéticas mostrando fenómenos aparentemente milagrosos en público, aunque a medida que se implementan más controles para evitar engaños, se producen menos fenómenos.

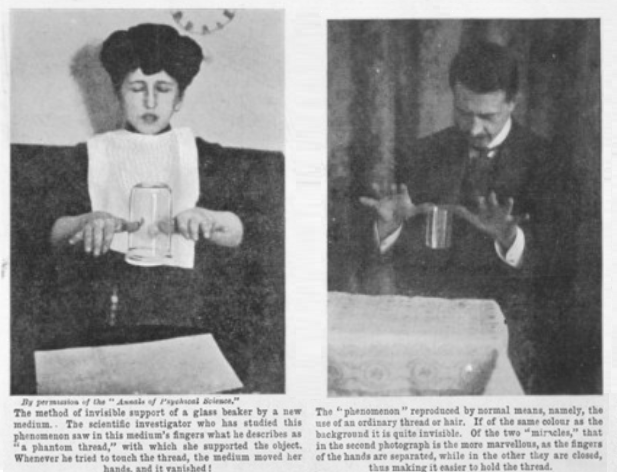
El mago William Marriott revela el truco detrás de la "levitación" de un frasco de vidrio de Stanisława Tomczyk. 1910

Annemarie Schaberl, una secretaria de 19 años, que según el parapsicólogo Hans Bender tenía poderes telequinéticos en el caso "Poltergeist de Rosenheim" en la década de 1960. Los magos y científicos que investigaron el caso sospecharon que los fenómenos fueron producidos por engaños. : 107–108 

### Psíquicos
La psíquica rusa Nina Kulagina atrajo la atención del público tras la publicación del best seller de Sheila Ostrander y Lynn Schroeder, Psychic Discoveries Behind The Iron Curtain. La supuesta psíquica soviética de finales de los años sesenta y principios de los setenta fue filmada aparentemente realizando telequinesis mientras estaba sentado en numerosos cortometrajes en blanco y negro. También fue mencionada en un informe de la Agencia de Inteligencia de Defensa de los Estados Unidos de 1978. Sin embargo, múltiples magos y escépticos han argumentado que las "hazañas" de Kulagina podrían ser realizadas fácilmente por un practicante con juegos de manos, y a través de medios tales como hilos ingeniosamente ocultos o disfrazados, pequeñas piezas de metal magnético o espejos.
James Hydrick, un experto en artes marciales y psíquico estadounidense, era famoso por su supuesta capacidad telequinética de pasar las páginas de los libros y hacer girar los lápices mientras estaban colocados en el borde de un escritorio. Más tarde, los magos revelaron que logró sus hazañas con corrientes de aire. El psicólogo Richard Wiseman escribió que Hydrick aprendió a mover objetos soplando de una manera muy hábil y "altamente engañosa". Hydrick le confesó a Dan Korem que todas sus hazañas eran trucos: "En primer lugar, toda mi idea detrás de esto era ver cuán tonta era América. Qué tan tonto es el mundo".
En 1971, una psíquica estadounidense llamada Felicia Parise supuestamente movió una botella de píldoras a través de un mostrador de la cocina con telequinesis. Sus hazañas fueron respaldadas por el parapsicólogo Charles Honorton. El escritor científico Martin Gardner escribió que Parise había engañado a Honorton al mover la botella con un hilo no visible estirado entre sus manos. : 163 
Boris Ermolaev, un psíquico ruso, era conocido por levitar pequeños objetos. Sus métodos fueron expuestos en el documental de World of Discovery Secrets of the Russian Psychics (1992). Ermolaev se sentaba en una silla y supuestamente movía los objetos entre sus rodillas, pero debido a las condiciones de iluminación, el equipo de cámaras pudo observar un fino hilo fijado entre sus rodillas mediante el cual suspendía los objetos.

### Doblado de metal

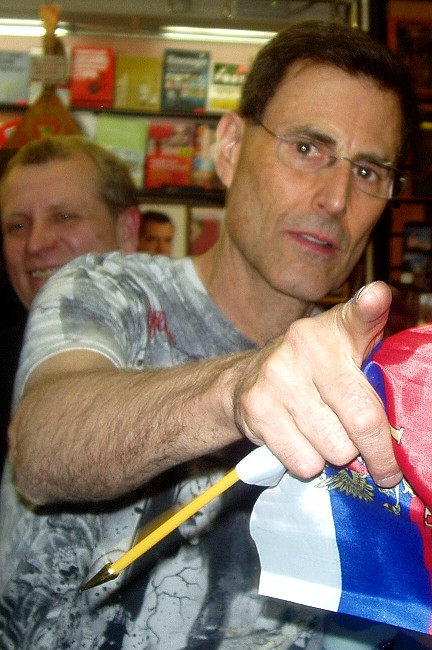
Uri Geller era famoso por sus demostraciones de doblado de cucharas.

Los psíquicos también han afirmado poseer la capacidad psicoquinética de doblar el metal. Uri Geller era famoso por sus demostraciones de doblado de cucharas, supuestamente por telequinesis. Geller ha sido atrapado muchas veces realizando trucos de juegos de manos y, según el escritor científico Terence Hines, todos sus efectos se han recreado con trucos de magia. : 126–130 
El psíquico francés Jean-Pierre Girard ha afirmado que puede doblar barras de metal por psicoquinesis. Girard fue puesto a prueba en la década de 1970, pero no pudo producir ningún efecto paranormal en condiciones científicamente controladas. Fue puesto a prueba el 19 de enero de 1977 durante un experimento de dos horas en un laboratorio de París. El experimento fue dirigido por el físico Yves Farge con un mago también presente. Todos los experimentos fueron negativos ya que Girard no logró que ninguno de los objetos se moviera de manera paranormal. Falló también dos pruebas más en Grenoble en junio de 1977 con el mago James Randi  También fue examinado el 24 de septiembre de 1977 en un laboratorio del Centro de Investigación Nuclear. Girard no pudo doblar ninguna barra o cambiar la estructura de los metales. Otros experimentos sobre el doblez de cucharas también fueron negativos y los testigos describieron sus supuestas hazañas como fraudulentas. Más tarde, Girard admitió que a veces hacía trampa para evitar decepcionar al público, pero insistió en que realmente poseía un verdadero poder psíquico. Los magos y los científicos han escrito que él produjo todas sus presuntas hazañas psicoquinéticas a través de medios fraudulentos.
Stephen North, un psíquico británico a fines de la década de 1970, era conocido por su supuesta capacidad telequinética para doblar cucharas y teletransportar objetos dentro y fuera de contenedores sellados. El físico británico John Hasted evaluó a North en una serie de experimentos que, según él, habían demostrado la telequinesis, aunque sus experimentos fueron criticados por carecer de controles científicos. North fue puesto a prueba en Grenoble el 19 de diciembre de 1977 en condiciones científicas y los resultados fueron negativos. Según James Randi, durante una prueba en Birkbeck College se observó que North había doblado una muestra de metal con sus propias manos. Randi escribió: "Me parece desafortunado que [Hasted] nunca haya tenido una epifanía en la que haya podido reconocer cuán irreflexivos, crueles y depredadores fueron los actos perpetrados en él por farsantes que se aprovecharon de su ingenuidad y confianza".
Ronnie Marcus, un psíquico israelí que decía poder realizar doblado de metal psicoquinético, fue puesto a prueba en 1994 en condiciones científicamente controladas y no pudo producir ningún fenómeno paranormal. Según los magos, sus presuntas hazañas psicoquinéticas eran trucos de juego de manos. Marcus dobló un abrecartas por la aplicación oculta de fuerza y un análisis de video cuadro por cuadro mostró que doblaba una cuchara con la presión de su pulgar por medios físicos ordinarios.

### En la ficción y cultura popular
La psicoquinesis y la telequinesis se han utilizado comúnmente como superpoderes en los cómics, películas, televisión, juegos de computadora, literatura y otras formas de cultura popular.
Las ejemplos notables de personajes psicocinéticos y/o telequinéticos incluyen los Teleks en la novela de 1952 Telek; Carrie White en la novela de Stephen King Carrie; Ellen Burstyn en la película de 1980, Resurrection; los Jedi y Sith en la franquicia de Star Wars; los escáneres en la película Scaners de 1981; Matilda Ajenjo en la novela infantil de 1988 Matilda; Lucía Méndez (actriz) con sus personajes de Leonor de Santiago y Diana Salazar en la telenovela de 1988, El extraño retorno de Diana Salazar, y Once de la serie de Netflix Stranger Things.
La psicoquinesis también aparece en el videojuego de rol de acción del 2021 Scarlet Nexus de Bandai Namco Entertainment, como la habilidad psiónica de los protagonistas Kasane Randall y Yuito Sumeragi.
La psicoquinesis ha sido mencionada con frecuencia en ensayos de autores como Luis Racionero ("Filosofías del Underground, 1977 (Capítulo: Las mente como energía; pág. 178), donde afirma que ésta es un "un fenómeno de la mente". Otros autores como Jacobo Grinberg o Rupert Sheldrake han dedicado una buena parte de su obra a la telequinesis.